# Komórka eukariotyczna

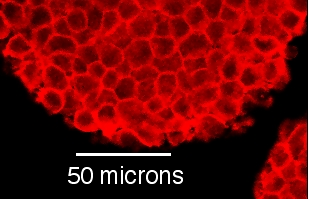
Komórki zarodkowe myszy

Komórka eukariotyczna – komórka mająca przynajmniej na pewnym etapie rozwoju jądro komórkowe ograniczone otoczką jądrową, zawierające DNA z histonami upakowane w chromosomy (eucyty mają zazwyczaj tylko jedno jądro, choć np. komórki mięśniowe czy megakariocyty mają wiele jąder, orzęski mają dwa różne jądra: mikro- i makronukleus, zaś czerwone krwinki ssaków i człony rurek sitowych roślin tracą w trakcie rozwoju jądra).

Inną cechą odróżniającą komórki eukariotyczne od prokariotycznych (bakterie, archeony) jest wysoce skomplikowana struktura wewnętrzna. Eukarionty mają bowiem cytoszkielet, skomplikowany system organelli błonowych (retikulum endoplazmatyczne, aparat Golgiego itd.) i organelli półautonomicznych (mitochondria, chloroplasty). Komórki eukariotyczne mogą być samodzielnymi organizmami, tworzyć kolonie lub agregaty wielokomórkowe.

## Podział
Komórki eukariotyczne dzielą się zwykle mitotycznie lub mejotycznie. Różnorodność struktur i funkcji jaką mogą pełnić eucyty jest nie do opisania. Białe i czerwone krwinki, włókna mięśniowe, neurony, plemniki i jaja, parzydełka, czopki i pręciki w siatkówce, włoski parzące pokrzywy, sklereidy, włośniki korzeni, uredospory, pantofelki, zarodźce to wszystko komórki eukariotyczne.

## Powstanie
Proces powstania komórki eukariotycznej tłumaczy teoria endosymbiotyczna, która zakłada, że przebiegał on w następujących etapach:
1. system błon wewnętrznych komórki eukariotycznej i cytoszkielet pojawiły się u odległych przodków beztlenowych cudzożywnych komórek, zapewniając im zdolność pochłaniania stałych cząsteczek pokarmowych;
2. komórki tej preeukariotycznej linii stały się zdolne do konsumowania i trawienia innych prokariontów, co dało im przewagę nad pozostałymi organizmami;
3. niektórym „pożartym” komórkom prokariotycznym udało się przetrwać; weszły w symbiozę z niegdysiejszym drapieżcą; ponieważ wewnętrzny symbiont umożliwiał efektywniejsze zdobywanie energii, preeukariont mógł się szybciej rozmnażać;
4. symbioza między bakterią tlenową a beztlenowym preeukariontem była stabilizowana przez wzajemną wymianę; premitochondria dostarczały ATP, powstającego przy wykorzystaniu tlenu, a gospodarz udzielał im substratów pokarmowych w przystępnej formie oraz zapewniał fizyczną ochronę;
5. geny, zapewniające niezależność, zostały utracone przez symbiotyczne prokarionty, a inne, zaangażowane w proces oddychania, zostały przeniesione do jądra komórkowego gospodarza; prokarionty przekształciły się więc w mitochondria o bardzo zredukowanym genomie; chloroplasty powstały z organizmów przypominających sinice w procesie podobnym do tego, który doprowadził do powstania mitochondriów;
6. efektem szeregu następnych procesów ewolucyjnych jest dzisiejsza różnorodność i specjalizacja komórek, której przykładem są komórki roślinne i zwierzęce.

## Powiązania
Z pojęciem komórki eukariotycznej wiąże się pojęcie „energidy”. Energida to według niemieckiego botanika Juliusza Sachsa najmniejsza jednostka życia, składająca się z jednego jądra komórkowego i obsługującej go cytoplazmy. Zgodnie z tą koncepcją organizm jednokomórkowy i jednojądrowy zarazem np. euglena to monoenergida; organizm jednokomórkowy wielojądrowy o równocennych jądrach np. opalina to polienergida zaś orzęsek z dymorfizmem jądrowym to hiperenergida. W myśl tej teorii komórki eukariotyczne są agregatami różnego rodzaju energid.